# Tamyra Gray
Tamyra Monica Gray (ur. 26 lipca 1979 r.) – amerykańska piosenkarka i aktorka, najbardziej znana jako finalistka pierwszej edycji programu American Idol z 2002 roku. Aktorstwem zajęła się w 2003 roku, występując w trzecim sezonie serialu Boston Public. W serialu Siostrzyczki zaśpiewała dwie piosenki.

## Filmografia
- 2008 - Rachel wychodzi za mąż .... Singing Friend
- 2006 - Las Vegas .... Patty
- 2005 - The Gospel .... Rain Walker
- 2005 - All of Us .... Herself
- 2004 - What I Like About You .... Danielle
- 2004 - Prawdziwe powołanie .... Carly Anders
- 2003 - Half & Half .... Zora Kane
- 2003 - Boston Public .... Aisha Clemens